# Плотников, Борис Васильевич
Борис Васильевич Плотников (27 октября 1929 — 25 ноября 2000) — передовик советской добывающей промышленности, бригадир проходчиков Лениногорского полиметаллического комбината Восточно-Казахстанского совнархоза, Герой Социалистического Труда (1961).

## Биография
Родился в 1929 году в селе Нижний Икорец, ныне Лискинского района Воронежской области в русской крестьянской семье.
Трудовую деятельность начал в местном колхозе в годы Великой Отечественной войны. В 1945 году завершил обучение на курсах плотников школе фабрично-заводского обучения.
С 1947 по 1948 годы трудился плотником на строительном участие № 8 в городе Россоша. Работал в паровозном депо на станции Лиски, кочегаром. В 1953 году был направлен в Болгарию по обмену опытом в овладении передовыми методами труда в горной промышленности. Служил в Армии. После демобилизации поступил проходчиком в с «Шахтостройуправление» в Лениногорске (ныне Риддер, Восточно-Казахстанская область). С 1955 года трудился бригадиром проходчиков рудника им. 40-летия ВЛКСМ Лениногорского полиметаллического комбината (ныне в составе ТОО Казцинк).
Перейдя на рудник им. 40-летия ВЛКСМ, Плотников возглавил бригаду проходчиков. Большое значение придавал организации труда. Бригада, возглавляемая им, была одной из лучших на комбинате, постоянно работала с опережением графика. Ежемесячное выполнение норм выработки составляла 110—135 процентов. В 1959 году бригаде присвоено звание коммунистической.
Указом Президиума Верховного Совета СССР от 9 июня 1961 года за достижение высоких показателей в производстве и добыче полиметаллов Борису Васильевичу Плотникову было присвоено звание Героя Социалистического Труда с вручением ордена Ленина и медали "Серп и Молот.
В 1966 году завершил обучение в трёхгодичной школе горных мастеров. Продолжал работать на производстве.
Избирался депутатом Лениногорского городского Совета депутатов трудящихся, членом восточно-Казахстанского Обкома Компартии Казахстана, членом пленума ВЦСПС.
В последние годы жизни проживал в Крыму в селе Вилино. Умер 25 ноября 2000 года.

## Награды
За трудовые успехи был удостоен:
- золотая звезда «Серп и Молот» (09.06.1961)
- орден Ленина (09.06.1961)
- другие медали.